# هاري لوسون
هاري لوسون (بالإنجليزية: Harry Lawson)‏ هو محامي وسياسي أسترالي، ولد في 5 مارس 1875 في أستراليا، وتوفي في 12 يونيو 1952 في أستراليا. حزبياً، نشط في Nationalist Party (Australia) ‏. وقد انتخب Premier of Victoria ‏ (21 مارس 1918 – 28 أبريل 1924) وانتخب عضو مجلس الشيوخ الأسترالي ‏ عن دائرة فيكتوريا (1 يوليو 1929 – 30 يونيو 1935).